# Хлебово (Бродницький повіт)
Хлебово (пол. Chlebowo) — село в Польщі, у гміні Сведзебня Бродницького повіту Куявсько-Поморського воєводства.
Населення — 150 осіб (2011).
У 1975-1998 роках село належало до Торунського воєводства.

## Демографія
Демографічна структура станом на 31 березня 2011 року:
|          | Загалом | Допрацездатний вік | Працездатний вік | Постпрацездатний вік |
| -------- | ------- | ------------------ | ---------------- | -------------------- |
| Чоловіки | 78      | 27                 | 46               | 5                    |
| Жінки    | 72      | 19                 | 40               | 13                   |
| Разом    | 150     | 46                 | 86               | 18                   |